# تاج‌مرغ
تاج‌مرغ (نام علمی: Pseudoseisura) نام یک سرده از خانواده مرغان تنورساز است.